# Hausza
Hausza (arab. ‏هوشة‎) – nieistniejąca już arabska wieś, która była położona w Dystrykcie Hajfy w Mandacie Palestyny. Wyludniona i zniszczona podczas wojny domowej w Mandacie Palestyny w wyniku ataku Hagany w dniu 16 kwietnia 1948 roku.

## Położenie
Hausza leżała wśród wzgórz oddzielających Dolinę Bejt Netofa od równiny przybrzeżnej Izraela. Według danych z 1945 do wsi należały ziemie o powierzchni 90,1 ha. We wsi mieszkało wówczas 400 osób.
| Własność gruntów | Powierzchnia gruntów [ha] |
| ---------------- | ------------------------- |
| Arabowie         | 0                         |
| Żydzi            | 89,4                      |
| publiczne        | 0,7                       |
| Razem            | 90,1                      |

## Historia
Niemiecki uczony Leopold Zunz i naukowcy z brytyjskiego stowarzyszenia Palestine Exploration Fund. uznali, że wieś Hausza jest położona w lokalizacji biblijnego miasta Usza, które należało do izraelskiego pokolenia Asera. Po 135 roku mieściła się tu siedziba Sanhedrynu. W okresie panowania Krzyżowców we wsi Usza doszło do zawarcia w 1283 roku umowy między krzyżowcami a muzułmańskim sułtanem Kalawunem. Pod panowaniem osmańskim wieś należała do ziem sąsiedniego miasta Szefaram. Wśród licznych starożytnych ruin zachowanych we wsi, znajdował się grobowiec Maqam Nabi Huszan. W 1859 roku William M. Thomson zidentyfikował grobowiec jako miejsce pochówku proroka Jozuego. Inne źródła podają, że we wsi jest grobowiec proroka Ozeasza. Francuski podróżnik Victor Guérin odwiedził wieś pod koniec XIX wieku i przedstawił długi spis ruin. W wyniku I wojny światowej w 1918 roku Hausza wraz z całą Palestyną przeszła pod panowanie Brytyjczyków, którzy utworzyli Mandat Palestyny. W 1937 roku w jej sąsiedztwie powstał żydowski kibuc Usza.
W poszukiwaniu skutecznego rozwiązania narastającego konfliktu izraelsko-arabskiego w dniu 29 listopada 1947 roku została przyjęta Rezolucja Zgromadzenia Ogólnego ONZ nr 181. Zakładała ona między innymi, że obszar ten miał znaleźć się w granicach nowo utworzonego państwa arabskiego. Arabowie odrzucili tę rezolucję i dzień później wybuchła wojna domowa w Palestynie. W trakcie jej trwania siły Arabskiej Armii Wyzwoleńczej paraliżowały żydowską komunikację w rejonie całej Galilei. W dniu 30 grudnia 1947 roku członkowie żydowskiej organizacji Irgun rzucili granaty w tłum arabskich robotników przed bramą wejściową do Rafinerii w Hajfie. Rozwścieczeni Arabowie wtargnęli wówczas do rafinerii, gdzie doszło do pogromu żydowskich robotników. W masakrze w rafinerii w Hajfie zginęło 6 Arabów i 39 Żydów, natomiast rannych było 42 Arabów i 49 Żydów. Była to największa i najbardziej brutalna masakra ludności cywilnej do jakiej doszło w Mandacie Palestyny od czasu wybuchu wojny domowej. W ramach działań odwetowych, 31 grudnia kompania szturmowa Palmach wkroczyła do wiosek Balad asz-Szajch i Hausza. We wsi Hausza wysadzono wówczas kilka domów. W dniu 11 kwietnia 1948 roku oddział arabski dowodzony przez Fauziego al-Kawukdżiego rozpoczął działania przeciwko pobliskiemu kibucowi Ramat Jochanan. W dniach 15-16 kwietnia doszło do bitwy o Ramat Jochanan. W jej trakcie siły żydowskiej Hagany zajęły 16 kwietnia wieś Hausza.

## Miejsce obecnie
Miejsce wsi Hausza pozostaje opuszczone, jednak jej ziemie zajęły miasto Szefaram, oraz kibuce Usza i Ramat Jochanan. Palestyński historyk Walid Chalidi tak opisał pozostałości wsi Hausza: 

Wieś została zniszczona, a teren jest ogrodzony i uznany za stanowisko archeologiczne. Ani jeden dom ze wsi nie pozostał w stanie nienaruszonym, chociaż wciąż stoją części ścian około dwudziestu domów, z widocznymi zarysami okien i drzwi w murach. W pobliżu znajduje się także sanktuarium.